# Tesfalem Tekle
Tesfalem Tekle (9 ottobre 1993) è un calciatore eritreo, centrocampista dell'Al-Tahrir.

## Carriera

### Club
Dal 2008 gioca in patria, nell'Al-Tahrir.

### Nazionale
Ha debuttato con la Nazionale eritrea nel 2011, anno in cui gioca due incontri valevoli per le qualificazioni ai Mondiali 2014.